# Callifonte di Crotone
Callifonte di Crotone (in greco antico: Καλλιφῶν?; Crotone, inizio VI secolo a.C. – Crotone, dopo il 529 a.C.) è stato un medico greco antico della scuola pitagorica.

## Biografia
Callifonte, crotoniate, divenne sacerdote di Asclepio a Cnido. Nella vicina Samo conobbe Pitagora di cui divenne discepolo e, nel 529 a.C. insieme al suo maestro, fece ritorno a Crotone dove diede impulso alla nascita della scuola medica di Crotone .
Callifonte fu il padre di Democede, uno dei più celebri medici dell'antichitàː fu lui ad introdurlo nella scuola pitagorica, ma, a seguito dei dissidi tra padre e figlio, Democede lasciò la città natale e si trasferì nell'isola di Egina in Grecia.